# 新別列斯托韋齊
50°51′3″N 26°20′43″E / 50.85083°N 26.34528°E
新別列斯托韋齊（烏克蘭語：Новий Берестовець），是烏克蘭西北部的村莊，隸屬里夫內州的里夫內區。該村處於博爾科瓦河畔，面積0.99平方公里，海拔高度179米，2001年人口257。